# جنگ‌های مقدس... موعد مجازات
«جنگ‌های مقدس… موعد مجازات» (به انگلیسی: Holy Wars... The Punishment Due) ترانه‌ای از گروه ترش متال آمریکایی مگادث و اولین تک‌آهنگ آلبوم باشد تا آسوده زنگ بزنید است که در سپتامبر ۱۹۹۰ منتشر شد.
«جنگ‌های مقدس» در مورد تعصبات و افراطی‌گرایی دینی نوشته شده است.

## ساختار و محتوا
گرچه دیو ماستین یک مسیحی معتقد و دوباره تولد یافته است، شعر «جنگ‌های مقدس… موعد مجازات» در انتقاد از بنیادگرایانی نوشته شده که به نام دین دست به خشونت می‌زنند. درگیری‌های ایرلند شمالی منشأ الهام او برای نوشتن «جنگ‌های مقدس» بوده است اما اشعار را می‌توان متناسب با نزاع‌های مذهبی مختلف تفسیر کرد. با گذشت حدود سه دهه از انتشار ترانه، اشعار آغازین آن که می‌گوید «برادر برادر را می‌کشد / خون در سرزمین سرازیر می‌شود / کشتن برای دین / چیزی که من نمی‌فهم» هنوز به شکلی گسترده و در اشکال مختلف مصداق دارد.
این ترانه در واقع از دو قطعهٔ مستقل تشکیل شده که تکنوازی گیتار مارتی فریدمن آن‌ها را به هم متصل می‌کند. سولوی آکوستیک فریدمن با کسر میزان غیر متعارفش به عنوان یک آنتراکت کامل بین دو قطعه عمل می‌کند. موسیقی قسمت اول ترَش خالص همراه با شعرهایی در نقد دین است، حال آن‌که بخش دوم در فضایی پراگرسیو سیر می‌کند؛ همان‌طور که اشعار مضمونی انتقام‌جویانه و متفاوت از قسمت اول دارند. در بخش اول ترانه از اسرائیل نام برده می‌شود و در موزیک ویدئو هم تصاویری از تظاهرات و درگیری‌های مختلف در منطقهٔ خاورمیانه نشان داده می‌شود. قسمت «موعد مجازات» که بعد از بخش خاورمیانه می‌آید با الهام از شخصیت پانیشر مارول کامیکس نوشته شده است. به گفتهٔ ماستین آن‌ها زمان‌بندی را طوری در نظر گرفتند که آن شخصیت در پایان ترانه نشانگر «فرستادهٔ احتمالی خدا» باشد.

## واکنش منتقدان و میراث
جاناتان هورسلی از میوزیک ریدار معتقد است وقتی بحث قابلیت‌ها و زیبایی‌شناسی آثار مگادت پیش می‌آید، «جنگ‌های مقدس» حکم سنگ روزتا را دارد. دام لاوسون (موسیقی‌نویس متال همر) از این قطعه با عنوان «کمال ترَش حماسی» یاد کرده است.
«جنگ‌های مقدس… موعد مجازات» به‌طور گسترده یکی از بزرگ‌ترین ترانه‌های مگادث و یکی از برترین ترانه‌های متال محسوب می‌شود. در سال ۲۰۱۲، لودوایر این ترانه را در رتبه اول فهرست ۱۰ آهنگ برتر مگادث قرار داد، و در سال ۲۰۱۸، بیلبورد این آهنگ را در رتبه دوم فهرست ۱۵ آهنگ برتر این گروه جای داد. همچنین، در سال ۲۰۲۳، رولینگ استون این اثر را در رتبه بیست‌وهشتم فهرست ۱۰۰ ترانه برتر هوی متال قرار داد.

### رتبه‌بندی‌ها
| سال  | نشریه        | کشور         | عنوان                                  | رتبه |
| ---- | ------------ | ------------ | -------------------------------------- | ---- |
| ۲۰۲۲ | لودر ساند    | ایالات متحده | رتبه‌بندی ۲۰ آهنگ برتر مگادث            | ۱    |
| ۲۰۱۸ | بیلبورد      | بریتانیا     | ۱۵ آهنگ برتر مگادث بر اساس نظر منتقدان | ۲    |
| ۲۰۲۳ | رولینگ استون | ایالات متحده | ۱۰۰ آهنگ برتر متال                     | ۲۸   |

## موزیک ویدیو
موزیک ویدیوی «جنگ‌های مقدس… موعد مجازات» در آگوست ۱۹۹۰، هم‌زمان با جنگ خلیج فارس، فیلم‌برداری شد. این ویدیو شامل تصاویری از اخبار مربوط به درگیری‌های مسلحانه مختلف، عمدتاً در خاورمیانه، همراه با نماهایی از اجرای گروه و همچنین صحنه‌ای از ماستین در حال سقوط آزاد است.

## افراد مشارکت‌کننده
- دیو ماستین – آواز، لید و ریتم گیتار
- مارتی فریدمن – لید و ریتم گیتار
- دیوید الفسن – باس، آواز زمینه
- نیک منزا – درامز، سازهای کوبه‌ای

## موقعیت در جدول‌های فروش
| چارت موسیقی (۱۹۹۰)                         | بالاترین جایگاه |
| ------------------------------------------ | --------------- |
| استرالیا (ای‌آرآی‌ای)                        | ۱۳۸             |
| ۱۰۰ تک‌آهنگ برتر اروپایی (میوزیک اند میدیا) | ۶۱              |
| فنلاند (جدول‌های رسمی فنلاند)               | ۱۰              |
| ایرلند (ایرما)                             | ۱۲              |
| تک‌آهنگ‌های بریتانیا (اوسی‌سی)                | ۲۴              |

## گواهینامه‌ها
| منطقه                                   | گواهی | واحد گواهی‌شده/فروش |
| --------------------------------------- | ----- | ------------------ |
| ایالات متحده (آرآی‌ای‌ای)                 | طلا   | ۵۰۰٬۰۰۰            |
| رقم فروش+پخش جاری تنها بر پایهٔ گواهی‌ها. |       |                    |